# ترانسال
ترانسال (انگلیسی: Transall) شرکت هوافضای آلمانی فرانسوی است، که در سال ۱۹۵۹ تأسیس شد.